# واسیلیس توروسیدیس
واسیلیوس «واسیلیس» توروسیدیس (یونانی: Βασίλειος "Βασίλης" Τοροσίδης؛ زادهٔ ۱۰ ژوئن ۱۹۸۵) بازیکن فوتبال اهل یونان است.
وی برای تیم ملی فوتبال یونان ۹۶ بازی انجام داده و ۱۰ گل به ثمر رسانده‌است. پست تخصصی این بازیکن نیز، دفاع است.